# Deutscher Sportclub Arminia Bielefeld 1994-1995
Questa voce raccoglie le informazioni riguardanti il Deutscher Sportclub Arminia Bielefeld nelle competizioni ufficiali della stagione 1994-1995.

## Stagione
Nella stagione 1994-1995 l'Arminia Bielefeld, allenato da Wolfgang Sidka e Ernst Middendorp, concluse il campionato di Regionalliga ovest-Sudovest al 1º posto e fu promosso in 2. Bundesliga.

## Rosa
| N. |                     | Ruolo | Calciatore         |
| -- | ------------------- | ----- | ------------------ |
| 2  | Germania (bandiera) | D     | Frank Germann      |
| 5  | Germania (bandiera) | D     | Thomas Stratos     |
| 7  | Germania (bandiera) | D     | Peter Quallo       |
| 9  | Germania (bandiera) | A     | Fritz Walter       |
| 10 | Germania (bandiera) | C     | Thomas von Heesen  |
| 12 | Germania (bandiera) | C     | Mike Schürmann     |
| 15 | Germania (bandiera) | D     | René Dörfel        |
| 15 | Germania (bandiera) | C     | Jörg Bode          |
| 17 | Germania (bandiera) | A     | Stefan Studtrucker |
| 20 | Germania (bandiera) | C     | Armin Eck          |
| 21 | Germania (bandiera) | A     | Roland Kopp        |

| N. |                                 | Ruolo | Calciatore           |
| -- | ------------------------------- | ----- | -------------------- |
| 23 | Inghilterra (bandiera)          | C     | Peter Hobday         |
|    | Germania (bandiera)             | P     | Alexander Ogrinc     |
|    | Germania (bandiera)             | D     | Martin Kollenberg    |
|    | Germania (bandiera)             | D     | Andreas Ridder       |
|    | Russia (bandiera)               | D     | Gennadiy Styopushkin |
|    | Germania (bandiera)             | C     | Frank Geideck        |
|    | Germania (bandiera)             | C     | Michael Jellentrup   |
|    | Bosnia ed Erzegovina (bandiera) | C     | Suad Sadovic         |
|    | Russia (bandiera)               | A     | Valerij Šmarov       |
|    | Germania (bandiera)             | A     | Ayhan Tumani         |
|    | Germania (bandiera)             | A     | Markus Wuckel        |

## Organigramma societario
Area tecnica
- Allenatore: Ernst Middendorp
- Allenatore in seconda:
- Preparatore dei portieri:
- Preparatori atletici:
- Analisi video:

## Calciomercato

### Sessione estiva
| Acquisti | Acquisti             | Acquisti           | Acquisti |
| R.       | Nome                 | da                 | Modalità |
| -------- | -------------------- | ------------------ | -------- |
| C        | Jörg Bode            | Amburgo            |          |
| C        | Armin Eck            | Amburgo            |          |
| C        | Peter Hobday         | Paderborn          |          |
| C        | Suad Sadovic         | Sportfreunde Lotte |          |
| A        | Valerij Šmarov       | Karlsruhe          |          |
| D        | Thomas Stratos       | Saarbrücken        |          |
| D        | Gennadiy Styopushkin | Maccabi Yavne      |          |
| A        | Ayhan Tumani         | Verl               |          |
| C        | Thomas von Heesen    | Amburgo            |          |
| A        | Fritz Walter         | Stoccarda          |          |

| Cessioni | Cessioni         | Cessioni              | Cessioni |
| R.       | Nome             | a                     | Modalità |
| -------- | ---------------- | --------------------- | -------- |
| C        | Mohamed Azima    | Vorwärts Steyr        |          |
| C        | Christian Greve  | LR Ahlen              |          |
| C        | Tim Gutberlet    | Darmstadt             |          |
| A        | Volker Röhrich   | Parchimer FC          |          |
| C        | Asif Šarić       | Basilea               |          |
| C        | Theo Schneider   | Arminia Bielefeld U19 |          |
| A        | Thomas Schneider | VfR Sölde             |          |

## Risultati

### Regionalliga

#### Girone di andata
| Bielefeld 31 luglio 1994, ore 18:00 CEST 1ª giornata | Arminia Bielefeld | 0 – 0 referto | Wattenscheid 09 II | Bielefelder Alm (12 500 spett.)\| Arbitro: \| Schräer \| |
| Arbitro:                                             | Schräer           |               |                    |                                                          |

| Arbitro: | Dellwing |

|  |           |                    |
|  | Marcatori | 59’ Wuckel 86’ Eck |

| Arbitro: | Weber |

|                                        |           |  |
| Eck 63’ Studtrucker 73’ von Heesen 89’ | Marcatori |  |

| Arbitro: | Hotop |

|           |           |  |
| Grein 57’ | Marcatori |  |

| Arbitro: | Thiemer |

|                            |           |  |
| Hobday 31’, 66’ Wuckel 52’ | Marcatori |  |

| Arbitro: | Jansen |

|  |           |                       |
|  | Marcatori | 42’ Wuckel 80’ Walter |

| Arbitro: | Casper |

|            |           |             |
| Walter 15’ | Marcatori | 21’ Leifeld |

| Bocholt 18 settembre 1994, ore 15:00 CEST 8ª giornata | Bocholt | 0 – 0 referto | Arminia Bielefeld | Stadion am Hünting (4 500 spett.)\| Arbitro: \| Clemens \| |
| Arbitro:                                              | Clemens |               |                   |                                                            |

| Arbitro: | Szukat |

|  |           |            |
|  | Marcatori | 23’ Lyutiy |

| Arbitro: | Merk |

|                    |           |  |
| Weber 13’ Henn 57’ | Marcatori |  |

| Arbitro: | Gettke |

|                                    |           |          |
| Warbende 18’ (aut.) Eck 90’ (rig.) | Marcatori | 42’ Ritz |

| Arbitro: | Haupt |

|               |           |                      |
| Marquardt 10’ | Marcatori | 62’, 79’ Studtrucker |

| Arbitro: | Orde |

|                                               |           |               |
| Eck 30’ (rig.), 42’ Tumani 34’ Kollenberg 75’ | Marcatori | 77’ Schächter |

| Arbitro: | Schneider |

|            |           |                                        |
| Wagner 81’ | Marcatori | 40’ Germann 42’ Studtrucker 74’ Wuckel |

| Arbitro: | Schweitzer |

|                                 |           |                                      |
| Bode 38’ Tumani 55’ Sadovic 70’ | Marcatori | 43’, 62’ Beyel 67’ (aut.) Kollenberg |

| Arbitro: | Jansen |

|                             |           |                      |
| Wuckel 23’, 47’ Sadovic 86’ | Marcatori | 28’ Geib 61’ Schäfer |

| Treviri 11 dicembre 1994, ore 14:00 CET 17ª giornata | Eintracht Treviri | 0 – 0 referto | Arminia Bielefeld | Moselstadion (3 000 spett.)\| Arbitro: \| Funken \| |
| Arbitro:                                             | Funken            |               |                   |                                                     |

#### Girone di ritorno
| Arbitro: | Kortholt |

|          |           |            |
| Skok 11’ | Marcatori | 51’ Wuckel |

| Arbitro: | Frorath |

|                                                      |           |           |
| Studtrucker 7’ Wuckel 9’ Eck 58’, 69’ von Heesen 83’ | Marcatori | 62’ Flick |

| Arbitro: | Neuscheid |

|            |           |                            |
| Schmidt 3’ | Marcatori | 61’, 69’ Wuckel 78’ Hobday |

| Arbitro: | Dardenne |

|                                            |           |  |
| Eck 12’ Bode 51’ von Heesen 77’ Tumani 90’ | Marcatori |  |

| Arbitro: | Leimert |

|  |           |                      |
|  | Marcatori | 14’, 77’ Studtrucker |

| Arbitro: | Krug |

|                 |           |  |
| Studtrucker 72’ | Marcatori |  |

| Arbitro: | Friedrichs |

|                |           |                                  |
| Tschiskale 75’ | Marcatori | 39’ (rig.) von Heesen 59’ Tumani |

| Arbitro: | Dellwing |

|            |           |              |
| Tumani 12’ | Marcatori | 13’ Omanovic |

| Arbitro: | Aust |

|          |           |                           |
| Paul 49’ | Marcatori | 79’ Hobday 81’ von Heesen |

| Arbitro: | Schäfer |

|                               |           |  |
| von Heesen 40’ Kollenberg 86’ | Marcatori |  |

| Arbitro: | Friedrichs |

|            |           |                    |
| Meinke 20’ | Marcatori | 63’ (rig.) Stratos |

| Arbitro: | Clemens |

|  |           |                                          |
|  | Marcatori | 3’ Lämmermann 10’ Feinbier 84’ Marquardt |

| Arbitro: | Wicht |

|  |           |                                       |
|  | Marcatori | 30’ Hobday 56’ Walter 67’ Studtrucker |

| Arbitro: | Werthmann |

|                               |           |  |
| Stratos 31’ (rig.) Hobday 70’ | Marcatori |  |

| Arbitro: | Merk |

|                                   |           |                                           |
| Petersen 33’ Rother 36’ Beyel 68’ | Marcatori | 34’ von Heesen 50’ Walter 70’ Studtrucker |

| Arbitro: | Berg |

|  |           |                                        |
|  | Marcatori | 15’, 66’ Wuckel 37’ Hobday 58’ Geideck |

| Arbitro: | Webers |

|            |           |            |
| Wuckel 10’ | Marcatori | 14’ Czakon |

## Statistiche

### Statistiche di squadra
| Competizione                | Punti | In casa | In casa | In casa | In casa | In casa | In casa | In trasferta | In trasferta | In trasferta | In trasferta | In trasferta | In trasferta | Totale | Totale | Totale | Totale | Totale | Totale | DR  |
| Competizione                | Punti | G       | V       | N       | P       | Gf      | Gs      | G            | V            | N            | P            | Gf           | Gs           | G      | V      | N      | P      | Gf     | Gs     | DR  |
| --------------------------- | ----- | ------- | ------- | ------- | ------- | ------- | ------- | ------------ | ------------ | ------------ | ------------ | ------------ | ------------ | ------ | ------ | ------ | ------ | ------ | ------ | --- |
| Regionalliga ovest-Sudovest | 70    | 17      | 10      | 5       | 2       | 35      | 15      | 17           | 10           | 5            | 2            | 30           | 13           | 34     | 20     | 10     | 4      | 65     | 28     | +37 |
| Totale                      | 70    | 17      | 10      | 5       | 2       | 35      | 15      | 17           | 10           | 5            | 2            | 30           | 13           | 34     | 20     | 10     | 4      | 65     | 28     | +37 |

### Andamento in campionato
| Giornata  | 1  | 2 | 3 | 4 | 5 | 6 | 7 | 8 | 9 | 10 | 11 | 12 | 13 | 14 | 15 | 16 | 17 | 18 | 19 | 20 | 21 | 22 | 23 | 24 | 25 | 26 | 27 | 28 | 29 | 30 | 31 | 32 | 33 | 34 |
| --------- | -- | - | - | - | - | - | - | - | - | -- | -- | -- | -- | -- | -- | -- | -- | -- | -- | -- | -- | -- | -- | -- | -- | -- | -- | -- | -- | -- | -- | -- | -- | -- |
| Luogo     | C  | T | C | T | C | T | C | T | C | T  | C  | T  | C  | T  | C  | C  | T  | T  | C  | T  | C  | T  | C  | T  | C  | T  | C  | T  | C  | T  | C  | T  | T  | C  |
| Risultato | N  | V | V | P | V | V | N | N | P | P  | V  | V  | V  | V  | N  | V  | N  | N  | V  | V  | V  | V  | V  | V  | N  | V  | V  | N  | P  | V  | V  | N  | V  | N  |
| Posizione | 10 | 6 | 1 | 5 | 3 | 1 | 3 | 3 | 4 | 4  | 4  | 3  | 3  | 3  | 3  | 3  | 3  | 3  | 3  | 3  | 2  | 1  | 1  | 1  | 1  | 1  | 1  | 1  | 2  | 1  | 1  | 1  | 1  | 1  |

Legenda:

Luogo: C = Casa; T = Trasferta. Risultato: V = Vittoria; N = Pareggio; P = Sconfitta.

### Statistiche dei giocatori
| J. Bode        | 31 | 2  | 3 | 2 |
| R. Dörfel      | 22 | 0  | 1 | 1 |
| A. Eck         | 21 | 8  | 0 | 1 |
| F. Geideck     | 20 | 1  | 0 | 1 |
| F. Germann     | 31 | 1  | 2 | 0 |
| P. Hobday      | 32 | 7  | 6 | 2 |
| M. Jellentrup  | 6  | 0  | 0 | 0 |
| M. Kollenberg  | 25 | 2  | 8 | 0 |
| R. Kopp        | 9  | 0  | 0 | 0 |
| A. Ogrinc      | 34 | 0  | 1 | 0 |
| P. Quallo      | 31 | 0  | 3 | 1 |
| A. Ridder      | 5  | 0  | 1 | 0 |
| S. Sadovic     | 3  | 2  | 0 | 0 |
| M. Schürmann   | 14 | 0  | 0 | 1 |
| V. Šmarov      | 10 | 0  | 1 | 0 |
| T. Stratos     | 21 | 2  | 3 | 0 |
| S. Studtrucker | 25 | 10 | 1 | 0 |
| G. Styopushkin | 4  | 0  | 0 | 0 |
| A. Tumani      | 24 | 5  | 1 | 0 |
| F. Walter      | 14 | 4  | 1 | 0 |
| M. Wuckel      | 27 | 13 | 2 | 0 |
| T. von Heesen  | 26 | 7  | 3 | 0 |